# Japonesa (manzana)
Japonesa es el nombre de una variedad cultivar de manzano (Malus domestica). Esta manzana está cultivada en diversos viveros entre ellos algunos dedicados a conservación de árboles frutales en peligro de desaparición. La manzana 'Japonesa' es originaria de Guipúzcoa, y actualmente se cultiva debido a su sabor insípido-amargo para elaboraciones de cocina, y muy apreciada en la elaboración de sidra.

## Sinónimos
- "Manzana Japonesa",[6][7]
- "Japonesa Sagarra",[8]

## Historia
'Japonesa' es una variedad de manzana cultivada en el País Vasco, está considerada incluida en las variedades locales autóctonas muy antiguas, cuyo cultivo se centraba en comarcas muy definidas. Se caracterizaban por su buena adaptación a sus ecosistemas y podrían tener interés genético en virtud de su adaptación. Estas se podían clasificar en dos subgrupos: de mesa y de sidra (aunque algunas tenían aptitud mixta). Es muy apreciada en la cocina y muy importante en la elaboración de sidra en el país vasco por su sabor insípido-amargo.
'Japonesa' es una variedad mixta, clasificada como muy buena en la elaboración de sidra, también se utiliza en las elaboraciones de cocina; difundido su cultivo en el pasado por los viveros comerciales y cuyo cultivo en la actualidad se ha reducido a huertos familiares, y apreciada en elaboraciones culinarias. Variedad presente en Guipúzcoa (se encuentra en árboles de unos 50 años situados entre Tolosa y San Sebastián).

## Características
El manzano de la variedad 'Japonesa' tiene un vigor alto, es árbol de mediana producción; florece a finales de abril; tubo del cáliz en forma de embudo corto, y con los estambres situados en su mitad.
La variedad de manzana 'Japonesa' tiene un fruto de tamaño de pequeño a medio; forma redondeada con la parte superior achatada; piel gruesa, bastante áspera, sin brillo, cerosa, se magulla con facilidad; con color de fondo verde amarillento, siendo el color del sobre color ausente, importancia del sobre color ausente, distribución del color ausente, presenta lenticelas multitud de puntos pequeños y oscuros de ruginoso-"russeting", sensibilidad al ruginoso-"russeting" (pardeamiento áspero superficial que presentan algunas variedades) débil; pedúnculo de tamaño muy corto, grosor de calibre medio, duro y no sobresale de la cavidad peduncular, anchura de la cavidad peduncular estrecha, profundidad de la cavidad peduncular es poco profunda con los bordes con  ruginoso-"russeting" en cavidad peduncular media sin sobresalir al hombro; calicina medio y semicerrado, profundidad de la cav. calicina media, de anchura estrecha; sépalos triangulares en la base apretados. 
Carne de color verdoso. Textura crujiente, de mucho zumo y mucho aroma; el sabor característico de la variedad, insípido-amargo; corazón de tamaño medio, desplazado. Eje abierto. Cavidades casi imperceptibles. Semillas aristadas, puntiagudas, de tamaño medio, color marrón claro uniforme.
La manzana 'Japonesa' tiene una época de recolección a mediados de otoño, madura a finales de otoño, de larga duración. Tiene uso mixto pues se usa como manzana de uso en elaboraciones de cocina, y también como manzana para la elaboración de sidra, como manzana sidrera es una variedad insípido-amargo muy apreciada.